# Carlos II de Bourbon
Carlos de Bourbon (1434 - 13 de setembro de 1488) foi nobre e religioso francês. Era filho de Carlos I e Inês da Borgonha. Foi arcebispo de Lião desde 1447, legado papal em 1465 e membro do conselho do rei Luís XI (r. 1461–1483), que em 1470 o fez padrinho do futuro Carlos VIII (r. 1483–1498). Em 1476, se tornou cardeal. Com a morte de seu irmão Jorge II, sucedeu-o como duque de Bourbon, mas com sua morte meses depois, o patrimônio de sua família foi para seu segundo irmão, Pedro II.